# Ringåskullen
Ringåskullen är ett naturreservat i Åsele kommun i Västerbottens län.
Området är naturskyddat sedan 2006 och är 166 hektar stort. Reservatet omfattar i söder våtmark med norra delen av Järvsjön och i norr av södra sluttningen av Ringåskullen. Reservatet består av grannaturskog med tall på myrmarkerna.